# Storžič
Storžič (2132 m) je najviša planina u zapadnom dijelu Kamniško-Savinjskih Alpi u Sloveniji. 
Na vrhu ima lijepo oblikovan stožac (slovenski: storž), po kojem je planina dobila ime. Sa Storžiča se pruža krasan panoramski pogled. Na jugu se vidi Ljubljanska kotlina, planina Krim, Javornik, Snežnik i okolica Škofje Loke. Na zapadu su Julijske Alpe s istaknutim Triglavom. Na sjeveru se vide Karavanke s planinama Stol, Begunjščica i Košuta. Na istoku su Kalški greben, Grintovec, Jezerska Kočna i Krvavec.
Proučavali su ga mnogi prirodoslovci poput Scopolija i von Wulfena.